# Подправяне на чекове
Подправен чек (на английски: Cheque fraud) се отнася за категория криминални деяния, които включват неправомерно ползване на чек с цел незаконно придобиване или заемане на парични средства, които не съществуват по банкова сметка или не са законно притежание на титуляра на сметката за осребряване на чека. Повечето техники се основават на възползване от времето на забавяне (времето между негоциирането на чека и неговото изчистване от банката емитент) за изтеглянето на заявените парични средства.
Специфични случаи на подправен чек включват хвърчащ чек, при който средствата се депозират преди изтичане срока за осребряване за покриване на измамата, и висяща хартия, при която срокът за осребряване дава възможност за разписване на подправени чекове, но сметката фактически никога не се урежда.